# Франа, Хавьер
Хавьер Франа (исп. Javier Frana; р. 25 декабря 1966, Рафаэла, Санта-Фе) — аргентинский профессиональный теннисист. Победитель Открытого чемпионата Франции 1996 года в смешанном парном разряде, бронзовый призёр Олимпийских игр 1992 года и чемпион Панамериканских игр 1995 года в мужском парном разряде.

## Спортивная карьера
Хавьер Франа начал выступления в профессиональных теннисных турнирах с 1986 года. Уже третий и четвёртый свои турниры класса «Челленджер» он выиграл в паре с другим аргентинцем, Густаво Герреро. В одиночном разряде в первый год он дважды дошёл до полуфиналов «челленджеров». На следующий год в паре с Кристианом Миниусси Франа уже дошёл до финала турнира Гран-при в Барселоне, победив в полуфинале одну из сильнейших пар мира — хозяев корта Серхио Касаля и Эмилио Санчеса. В ноябре в Сантьяго он выиграл свой первый «челленджер» в одиночном разряде.
Франа закончил 1987 год в числе ста лучших теннисистов мира в парном разряде, а в 1988 году вошёл в сотню и в одиночном разряде после победы на «челленджере» в Рио-де-Жанейро. Выход в финал турнира Гран-при в Итапарике (Бразилия) в конце сезона помог ему закрепить свои позиции. В Итапарике Франа победил в первом круге Эмилио Санчеса, на тот момент 14-го в мире среди игроков в одиночном разряде. В этом году во Флоренции он завоевал свой первый титул в турнирах Гран-при в парном разряде, но неудачная концовка сезона не позволила ему подняться выше в рейтинге. Тем не менее он принял участие в Олимпиаде в Сеуле как в одиночном, так и в парном разряде, хотя далеко не прошёл. 1989 год в парном раззряде сложился для него более удачно. Хотя он ни разу не вышел в финал индивидуальных турниров, но со сборной стал финалистом командного Кубка мира в Дюссельдорфе, в том числе обыграв шведскую пару Стефан Эдберг-Андерс Яррид, а в июне с мексиканцем Леонардо Лавалем дошёл до полуфинала Уимблдонского турнира после победы над второй ракеткой мира Джимом Граббом и Патриком Макинроем. Лаваля и Франу остановила только лучшая пара мира Рик Лич и Джим Пью. После Уимблдона Франа с разными партнёрами дошёл до полуфинала сначала в Вашингтоне, а потом в Цинциннати, где по пути победил с Карлосом ди Лаурой Джона Фицджеральда и Андерса Яррида, также одну из лучших пар мира. Франа закончил год в Top-50 рейтинга игроков в парном разряде. Напротив, в одиночном разряде особых успехов он не добился и выбыл из сотни лучших.
В 1990 году второй титул в турнирах Гран-при (теперь носившего название АТР-тура) и второй подряд выход с Лавалем в полуфинал на Уимблдоне позволили Фране сохранить до конца сезона место в сотне сильнейших в парном разряде, а в следующем году он не только выиграл свой первый турнир АТР в одиночном разряде, но и вышел с Лавалем в финал на Уимблдоне. Аргентинско-мексиканскому тандему доставались не самые сложные соперники вплоть до финала, и самыми титулованными из проигравших им были третья ракетка мира Дани Виссер из ЮАР и его соотечественник Гэри Мюллер, 18-й в мире на тот момент. В финале Лаваль и Франа проиграли Фицджеральду и Ярриду. За год Франа, помимо Уимблдона, побывал ещё в четырёх финалах в парном разряде, выиграв один из них, и был близок к попаданию в двадцатку сильнейших в мире, а в одиночном разряде поднялся до 62-го места.
После двух полуфиналов и финала турниров АТР в начале 1992 года Франа поднялся до 14-го места в классификации игроков в парном разряде, высшего в своей карьере, но неудачи на Открытом чемпионате Франции и Уимблдоне отбросили его к середине первой сотни рейтинга. Реабилитировал он себя на Олимпиаде в Барселоне, где с Кристианом Миниусси победил посеянных вторыми Марка Россе и Якоба Хласека и вышел в полуфинал, что автоматически давало право на бронзовые медали. В полуфинале они проиграли будущим чемпионам — Борису Беккеру и Михаэлю Штиху. В одиночном разряде, несмотря на выход в финал двух турниров АТР, Франа снова не сумел удержаться в сотне сильнейших. 1993 год был достаточно успешным для Франы как в парном разряде (четыре финала, два из которых он выиграл), так и в одиночном (два финала, одна победа). Хотя громких побед над ведущими теннисистами мира он не одерживал, сезон ему удалось закончить в числе ста лучших в парах и в Top-50 в одиночном разряде. Следующий год выдался для него неудачным, и ему только один раз удалось добраться до финала в одиночном разряде, в парах же он не достиг и такого результата.
1995 год стал для Франы лучшим в его одиночной карьере. За первую половину сезона он трижды доходил до финала и выиграл в Ноттингеме свой третий титул на турнирах АТР. В итоге перед Открытым чемпионатом США он поднялся в рейтинге на 30-ю позицию, высшую для себя в одиночном разряде. В парах он завоевал два титула — один со старым партнёром Лавалем, а другой с Йонасом Бьоркманом. Помимо успехов в профессиональных турнирах, он также отличился на Панамериканских играх, проходивших у него на родине: в парном разряде он завоевал с Луисом Лобо для Аргентины «золото», а в одиночном — «серебро», проиграв соотечественнику Эрнану Гуми.
В 1996 году Франа добился последнего значительного успеха, который, возможно, был и самым значительным в его карьере. На открытом чемпионате Франции, выступая в миксте с Патрисией Тарабини, он переиграл последовательно несколько посеянных пар, включая вторую и третью пары турнира (Джиджи Фернандес-Цирил Сук и Манон Боллеграф-Рик Лич) и завоевал чемпионский титул. Первую половину сезона он также хорошо провёл в одиночном разряде, пять раз дойдя до полуфинала турниров АТР в серии из 22 побед при 10 поражениях, и был близок к улучшению своего рекордного места в рейтинге. Летом он в третий раз принял участие в Олимпийских играх, но на сей раз снова выбыл из дальнейшей борьбы. После этого он выступал ещё только около года. В апреле 1997 года он выиграл свой последний «челленджер» в паре с багамцем Марком Ноулзом и окончательно зачехлил ракетку после Уимблдонского турнира того же года, где отказался от выхода на корт в матче второго круга против Седрика Пьолина.

## Участие в финалах турниров Большого шлема за карьеру (2)

### Мужской парный разряд (1)
| Результат | Год  | Турнир              | Партнёр         | Соперники в финале            | Счёт в финале       |
| --------- | ---- | ------------------- | --------------- | ----------------------------- | ------------------- |
| Поражение | 1991 | Уимблдонский турнир | Леонардо Лаваль | Джон Фицджеральд Андерс Яррид | 3-6, 4-6, 7-67, 1-6 |

### Смешанный парный разряд (1)
| Результат | Год  | Турнир                     | Партнёр           | Соперники в финале        | Счёт в финале |
| --------- | ---- | -------------------------- | ----------------- | ------------------------- | ------------- |
| Победа    | 1996 | Открытый чемпионат Франции | Патрисия Тарабини | Николь Арендт Люк Дженсен | 6-2, 6-2      |

## Участие в финалах турниров Гран-при и АТР за карьеру (25)

### Одиночный разряд (9)

#### Победы (3)
| №  | Дата        | Турнир                    | Покрытие | Соперник в финале | Счёт в финале  |
| -- | ----------- | ------------------------- | -------- | ----------------- | -------------- |
| 1. | 21 окт 1991 | Гуаружа, Бразилия         | Хард     | Маркус Цёкке      | 2-6, 7-61, 6-3 |
| 2. | 25 окт 1993 | Сантьяго, Чили            | Грунт    | Эмилио Санчес     | 7-5, 3-6, 6-3  |
| 3. | 19 июн 1995 | Ноттингем, Великобритания | Трава    | Тодд Вудбридж     | 7-64, 6-3      |

#### Поражения (6)
| №  | Дата        | Турнир                      | Покрытие | Соперник в финале | Счёт в финале   |
| -- | ----------- | --------------------------- | -------- | ----------------- | --------------- |
| 1. | 21 ноя 1988 | Итапарика, Бразилия         | Хард     | Хайме Исага       | 6-7, 2-6        |
| 2. | 8 июл 1991  | Ньюпорт, Род-Айленд, США    | Трава    | Брайан Шелтон     | 6-3, 4-6, 4-6   |
| 3. | 5 июл 1993  | Ньюпорт (2)                 | Трава    | Грег Руседски     | 5-7, 7-67, 6-75 |
| 4. | 7 ноя 1994  | Буэнос-Айрес, Аргентина     | Грунт    | Алекс Корретха    | 3-6, 7-5, 6-75  |
| 5. | 17 апр 1995 | Бермудские острова          | Грунт    | Маурисио Адад     | 6-75, 6-3, 4-6  |
| 6. | 8 мая 1995  | Пайнхерст, С. Каролина, США | Грунт    | Томас Энквист     | 3-6, 6-3, 3-6   |

### Парный разряд (16)

#### Победы (7)
| №  | Дата        | Турнир                   | Покрытие | Партнёр             | Соперники в финале                | Счёт в финале |
| -- | ----------- | ------------------------ | -------- | ------------------- | --------------------------------- | ------------- |
| 1. | 16 мая 1988 | Флоренция, Италия        | Грунт    | Кристиан Миниусси   | Клаудио Пистолези Хорст Шкофф     | 7-6, 6-4      |
| 2. | 5 фев 1990  | Гуаружа, Бразилия        | Хард     | Густаво Луса        | Луис Маттар Кассиу Мотта          | 7-6, 7-6      |
| 3. | 29 июл 1991 | Лос-Анджелес, США        | Хард     | Джим Пью            | Гленн Мичибата Брэд Пирс          | 7-5, 2-6, 6-4 |
| 4. | 5 июл 1993  | Ньюпорт, Род-Айленд, США | Трава    | Кристо ван Ренсбург | Байрон Блэк Джим Пью              | 4-6, 6-1, 7-6 |
| 5. | 13 сен 1993 | Бордо, Франция           | Хард     | Пабло Альбано       | Дэвид Адамс Андрей Ольховский     | 7-6, 4-6, 6-3 |
| 6. | 27 фев 1995 | Мехико, Мексика          | Хард     | Леонардо Лаваль     | Марк-Кевин Гёлльнер Диего Наргисо | 7-5, 6-4      |
| 7. | 9 окт 1995  | Острава, Чехия           | Ковёр    | Йонас Бьоркман      | Патрик Рафтер Ги Форже            | 6-7, 6-4, 7-6 |

#### Поражения (9)
| №  | Дата        | Турнир                       | Покрытие | Партнёр           | Соперники в финале            | Счёт в финале       |
| -- | ----------- | ---------------------------- | -------- | ----------------- | ----------------------------- | ------------------- |
| 1. | 21 сен 1987 | Барселона, Испания           | Грунт    | Кристиан Миниусси | Милослав Мечирж Томаш Шмид    | 1-6, 2-6            |
| 2. | 25 янв 1988 | Гуаружа, Бразилия            | Хард     | Диего Перес       | Рикардо Акунья Люк Дженсен    | 1-6, 4-6            |
| 3. | 24 июн 1991 | Уимблдонский турнир, Лондон  | Трава    | Леонардо Лаваль   | Джон Фицджеральд Андерс Яррид | 3-6, 4-6, 7-67, 1-6 |
| 4. | 8 июл 1991  | Ньюпорт, Род-Айленд, США     | Трава    | Брюс Стил         | Джанлука Поцци Бретт Стивен   | 4-6, 4-6            |
| 5. | 7 окт 1991  | Тель-Авив, Израиль           | Трава    | Леонардо Лаваль   | Давид Рикл Михил Схаперс      | 2-6, 7-6, 3-6       |
| 6. | 28 окт 1991 | Армасан-дус-Бузиус, Бразилия | Хард     | Леонардо Лаваль   | Серхио Касаль Эмилио Санчес   | 6-4, 3-6, 4-6       |
| 7. | 18 мая 1992 | Болонья, Италия              | Грунт    | Хавьер Санчес     | Люк Дженсен Лори Уордер       | 2-6, 3-6            |
| 8. | 12 апр 1993 | Шарлотт, С. Каролина, США    | Грунт    | Леонардо Лаваль   | Рикард Берг Тревор Кронеманн  | 1-6, 2-6            |
| 9. | 1 ноя 1993  | Сан-Паулу, Бразилия          | Грунт    | Пабло Альбано     | Серхио Касаль Эмилио Санчес   | 6-4, 6-7, 4-6       |